# Tini (popolo)
I Tini erano una tribù del popolo dei traci che viveva nel sud-est della Tracia, sulle pendici meridionali del massiccio della Strandža. Secondo Erodoto, Senofonte e Strabone, all'inizio del VIII° secolo a.C., insieme ai Bitini, migrarono in Tinia e Bitinia, regioni dell'Anatolia.

Il regno dei tini (431-424 a.C.) sotto il controllo degli Odrisi

Facevano parte dei popoli sottomessi al regno di Lidia al tempo di Creso.
Senofonte racconta che, dopo la migrazione verso la Tinia e la Bitinia insieme ai Bitini nell'VIII secolo a.C., la parte dei tini rimasta subì una sottomissione da parte del re degli Odrisi Seute II che organizzò, tra il 405 a.C. e il 383 a.C., un esercito di diecimila truppe, perché anni prima avevano sconfitto Teres I, l'antenato di Seutes. I tini furono attaccati durante la notte, presi alla sprovvista furono sconfitti, una parte della popolazione fuggì, invece un'altra parte venne uccisa o fatta prigionieri. Senofonte dice anche, che vivevano di guerra, combattendo soprattutto di notte. Si racconta che i soldati avessero i capelli lunghi e che erano famosi per la bellezza del viso. I tini si univano spesso ai ranghi degli eserciti organizzati come mercenari o volontari. Dalla sua testimonianza, si nota come i tini e i greci ebbero spesso contatti, in particolare racconta che una volta i tini organizzano un agguato ai greci, ferendoli con le frecce.
Erano circondato da vari popoli, a nord i Sialeti, a ovest gli Odrisi.
Le città principali conosciute di questo regno erano:
-Salmydessos (ora Kıyıköy), la capitale;
-Thynia, vicino all'attuale Demirköy.
Come per il resto dei traci, non sono pervenuti a noi moltissime opere artistiche, ma possiamo ipotizzare come per molte altre tribù che avevano raggiunto un buon livello di sviluppo nell'artigianato. Non conoscevano la scrittura.

## Etimologia del nome
I primi coloni greci li chiamarono 'Thyni' . Il significato del loro nome non è ancora chiaro, probabilmente deriva dal greco antico θύννος (= tonno ), a causa dell'abbondanza di questa specie nelle acque circostanti al loro territorio.